# Championnat de Belgique féminin de handball de deuxième division 2013-2014
Navigation
2012-2013 2014-2015
La saison 2013-2014 du Championnat de Belgique féminin de handball de deuxième division est la 34e édition de la deuxième plus haute division féminine belge de handball. La première phase du championnat la phase classique oppose les dix meilleurs clubs de Belgique en une série de dix-huit rencontres puis de six à dix matchs durant les play-offs.

## Participants
| \| Flémalle Bressoux Visé Bruxelles Overpelt Louvain Kortessem Gand Raeren \| Localisation des clubs engagés dans le championnat |
| Flémalle Bressoux Visé Bruxelles Overpelt Louvain Kortessem Gand Raeren                                                          |

| Club                    | Ville    | Province                     | Salle                         |
| ----------------------- | -------- | ---------------------------- | ----------------------------- |
| Fémina Visé 2           | Visé     | Liège                        | Hall Omnisports de Visé       |
| Brussels H.C.           | Evere    | Région de Bruxelles-Capitale | Salle François Guillaume      |
| HV Uilenspiegel Wilrijk | Anvers   | Anvers                       | Sporthal De Bist              |
| DHC Overpelt            | Overpelt | Limbourg                     | - Gemeentelijke Sporthal      |
| HC Leuven               | Louvain  | Brabant wallon               | Sportschuur Wilsele           |
| ROC Flémalle            | Flémalle | Liège                        | Salle Omnisports Andrée Cools |
| HC Bressoux             | Liège    | Liège                        | Hall Omnisports de Bressoux   |
| HC Pentagoon Kortessem  | Anvers   | Anvers                       | Sted. Sporthall Borgloon      |
| Apolloon Courtrai       | Courtrai | Anvers                       | Sted. Sporthall Borgloon      |
| HC DB Gand              | Gand     | Flandre-Orientale            | Sporthal Hekers               |

## Organisation du championnat
La saison régulière est disputée par 10 équipes jouant chacune l'une contre l'autre à deux reprises selon le principe des phases aller et retour. Une victoire rapporte 2 points, une égalité, 1 point et, donc une défaite 0 point.
Après la saison régulière, les 4 équipes les mieux classées s'engagent dans les play-offs. Ceux-ci constituent en un nouveau championnat où les 4 équipes s'affrontent en phase aller-retour mais lors duquel l'équipe classée première de la saison régulière part avec 4 points, le second, 3, le troisième, 2, le quatrième, 1.
Ces quatre équipes s'affrontent dans le but de pouvoir terminer premier et donc de monter en première division national.
Pour ce qui est des 6 dernières équipes de la phase régulière, elles s'engagent quant à elles dans les play-downs. Il s'agit là aussi d'une compétition normale en phase aller-retour mais pour laquelle le premier de ces play-downs commence avec 6 points, le second, 5, le troisième, 4, le quatrième, 3, le cinquième, 2 et le sixième avec 1 points.
Ces quatre équipes s'affrontent dans le but de ne pas pouvoir finir aux trois dernières places dans ce cas les dernières équipes seront reléguées en fonction de leur fédération, si par exemple une de ces équipes est affiliée à la Ligue Francophone de Handball, elle sera reléguée en D1 LFH mais si un des clubs est affilié à l'Vlaamse Handbal Vereniging (Fr:Association Flamande de Handball), alors elle sera reléguée en Superliga, sur ces trois équipes, une laissera sa place au vainqueur de la D1 LFH tandis qu'une autre laissera sa place au vainqueur de la Liga la dernière de ces trois équipes laissera quant à elle sa place au vainqueur du test match entre le deuxième de la D1 LFH et le deuxième de Liga.

## Compétition

### Saison régulière
|   | Équipe                   | Pts | J  | G  | N | P  | Bp  | Bc  | Diff |
| - | ------------------------ | --- | -- | -- | - | -- | --- | --- | ---- |
| 1 | HC Eynatten-Raeren R     | 30  | 16 | 15 | 0 | 1  | 486 | 327 | 159  |
| 2 | Brussels Handball Club   | 20  | 16 | 10 | 0 | 6  | 377 | 344 | 33   |
| 3 | HC Atomix                | 18  | 16 | 9  | 0 | 7  | 325 | 337 | -12  |
| 4 | DHC Overpelt             | 17  | 16 | 8  | 1 | 7  | 334 | 326 | 8    |
| 5 | HC DB Gand               | 16  | 16 | 8  | 0 | 8  | 379 | 363 | 16   |
| 6 | Fémina Visé 2            | 15  | 16 | 7  | 1 | 8  | 373 | 367 | 6    |
| 7 | Liège Handball Club P    | 14  | 16 | 7  | 0 | 9  | 374 | 374 | 0    |
| 8 | HC Pentagoon Kortessem P | 8   | 16 | 4  | 0 | 12 | 341 | 399 | -58  |
| 9 | ROC Flémalle P           | 6   | 16 | 2  | 2 | 12 | 284 | 436 | -152 |

|   | Qualification en playoffs |
|   | Playdowns                 |
| T | Tenant du titre 2013      |
| P | Promu 2013                |
| R | Relégué de D1 2013        |

### Play-offs

#### Poule A
|   | Équipe                 | Pts | J | G | N | P | Bp | Bc  | Diff |
| - | ---------------------- | --- | - | - | - | - | -- | --- | ---- |
| 1 | Brussels Handball Club | 11  | 4 | 4 | 0 | 0 | 96 | 73  | 23   |
| 2 | HC DB Gand             | 6   | 4 | 2 | 0 | 2 | 91 | 104 | -13  |
| 3 | DHC Overpelt           | 1   | 4 | 0 | 0 | 4 | 79 | 89  | -10  |

|   | Qualification en finale |
| T | Tenant du titre 2013    |
| P | Promu 2013              |
| R | Relégué de D1 2013      |

#### Poule B
|   | Équipe               | Pts | J | G | N | P | Bp  | Bc | Diff |
| - | -------------------- | --- | - | - | - | - | --- | -- | ---- |
| 1 | HC Eynatten-Raeren R | 11  | 4 | 4 | 0 | 0 | 101 | 73 | 28   |
| 2 | HC Atomix            | 5   | 4 | 1 | 1 | 2 | 77  | 95 | -18  |
| 3 | Fémina Visé 2        | 2   | 4 | 0 | 1 | 3 | 74  | 84 | -10  |

|   | Qualification en finale |
| T | Tenant du titre 2013    |
| P | Promu 2013              |
| R | Relégué de D1 2013      |

#### Match pour la cinquième place
| Date                | Club recevant | Score   | Club visiteur |
| ------------------- | ------------- | ------- | ------------- |
| 18 mai 2014 à 17h00 | DHC Overpelt  | 22 – 24 | Fémina Visé 2 |

#### Match pour la troisième place
| Date                | Club recevant | Score   | Club visiteur |
| ------------------- | ------------- | ------- | ------------- |
| 18 mai 2014 à 16h30 | HC Atomix     | 22 – 26 | HC DB Gand    |

#### Finale
Le HC Eynatten-Raeren est sacré champion de Belgique de D2.
| Date                | Club recevant          | Score   | Club visiteur          |
| ------------------- | ---------------------- | ------- | ---------------------- |
| 18 mai 2014 à 18h45 | Brussels Handball Club | 25 – 31 | HC Eynatten-Raeren     |
| 24 mai 2014 à 20h15 | HC Eynatten-Raeren     | 29 – 24 | Brussels Handball Club |

### Play-downs
|   | Équipe                   | Pts | J | G | N | P | Bp  | Bc  | Diff |
| - | ------------------------ | --- | - | - | - | - | --- | --- | ---- |
| 1 | Liège Handball Club P    | 9   | 4 | 3 | 0 | 1 | 100 | 64  | 36   |
| 2 | HC Pentagoon Kortessem P | 8   | 4 | 3 | 0 | 1 | 90  | 83  | 7    |
| 3 | ROC Flémalle P           | 1   | 4 | 0 | 0 | 4 | 62  | 105 | -43  |

|   | Relégué              |
| T | Tenant du titre 2013 |
| P | Promu 2013           |
| R | Relégué de D1 2013   |

## Classement final
| Rang | Équipe                   | SR  |
| ---- | ------------------------ | --- |
| 1er  | HC Eynatten-Raeren       | 1er |
| 2e   | Brussels Handball Club   | 2e  |
| 3e   | HC DB Gand               | 5e  |
| 4e   | HC Atomix                | 3e  |
| 5e   | Fémina Visé 2            | 6e  |
| 6e   | DHC Overpelt             | 4e  |
| 7e   | Liège Handball Club P    | 7e  |
| 8e   | HC Pentagoon Kortessem P | 8e  |
| 9e   | ROC Flémalle P           | 9e  |